# Andrée Tainsy

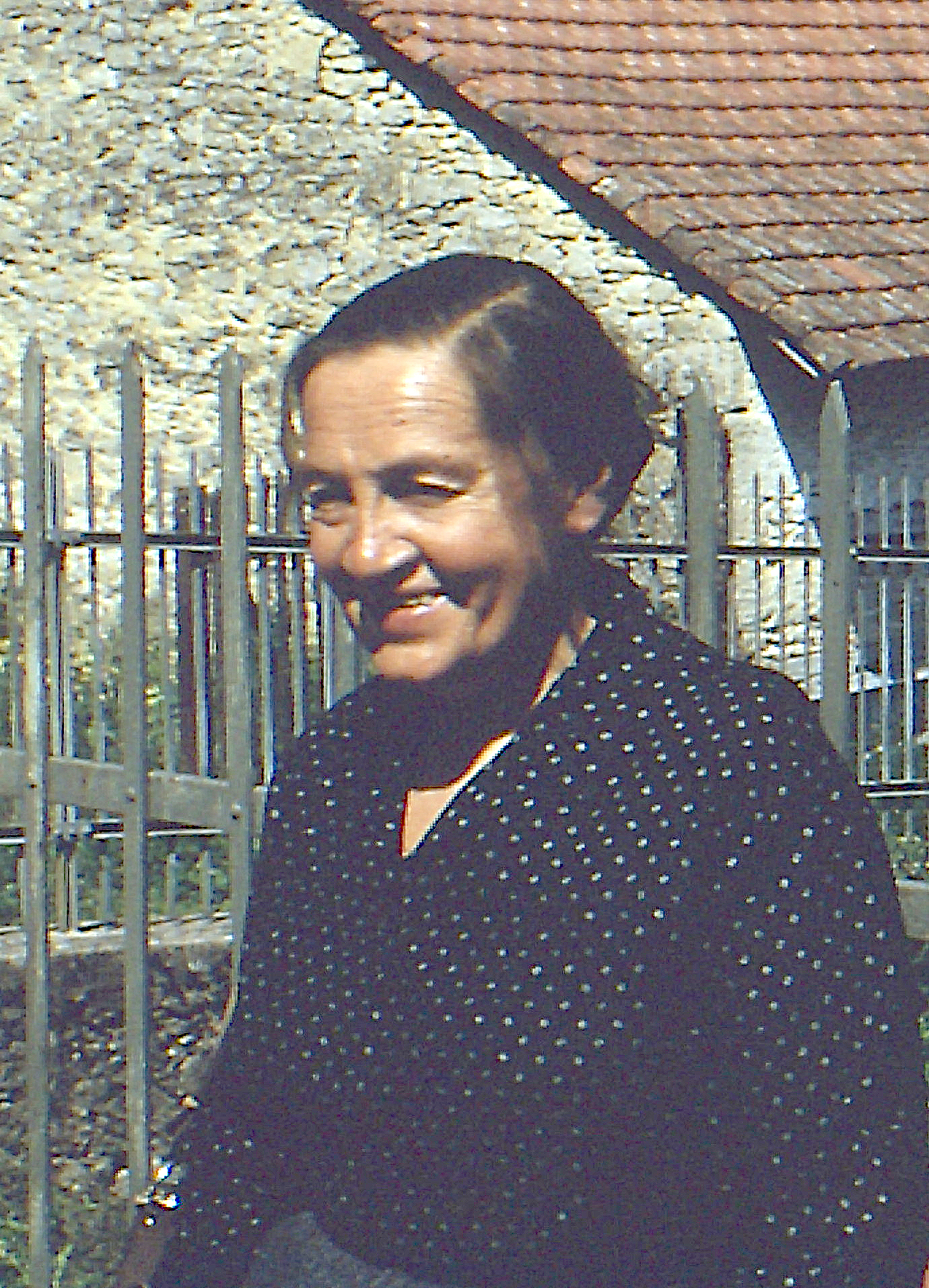
Andrée Tainsy (1972)

Andrée Micheline Ghislaine Tainsy (* 29. April 1911 in Etterbeek, Belgien; † 19. Dezember 2004 in 6. Arrondissement, Paris, Frankreich) war eine belgische Schauspielerin, die nach Frankreich eingebürgert wurde.

## Leben
Andrée Tainsy wurde 1911 in Etterbeek geboren.
Sie besuchte das Brüsseler Konservatorium, wo sie Anfang der 1930er Jahre eine Ausbildung zur Theaterschauspielerin absolvierte. Sie zog nach Paris und debütierte mit der Theatergruppe Georges Pitoëff in Les Voyageurs Sans Bagage (1937). Ihr Filmdebüt hatte sie im Jahr 1939. Bei Proben in Beaumanoir bei Aix- en-Provence lernte sie die 34 Jahre ältere Sängerin Jane Bathori kennen, mit der sie 35 Jahre lang ihr Leben teilte.
Während des Zweiten Weltkriegs landete sie 1940 in Marseille und schiffte sich zusammen mit Jane Bathori nach Argentinien ein. Nach Kriegsende kehrte sie nach Frankreich zurück. 1945 begann ihre Filmkarriere mit einer Hauptrolle in Jacques Rémys Le Moulin des Andes. Ihr schauspielerisches Schaffen umfasst mehr als 120 Produktionen, sie war bis zu ihrem Tod tätig.
Tainsy wurde auf dem Friedhof Père-Lachaise in Paris beerdigt.

## Filmografie
- 1944: Le Moulin des Andes
- 1949: Eine Heilige unter Sünderinnen (Au royaume des cieux)
- 1949: Fantômas contre Fantômas
- 1949: Je suis de la revue
- 1949: Julie de Carneilhan
- 1949: Mission à Tanger
- 1949: Plus de vacances pour le Bon Dieu
- 1950: Cinquantenaire du métro
- 1951: Agence matrimoniale
- 1951: La Fête à Henriette
- 1951: Le Voyage de Georges
- 1951: Ma femme est formidable
- 1953: La neige était sale
- 1953: Le Chevalier de la nuit
- 1955: Marie-Antoinette reine de France
- 1956: Les Lumières du soir
- 1956: Mannequins de Paris
- 1957: Le Septième Ciel
- 1957: Les Louves
- 1957: Madame Maxence a disparu
- 1958: Ein Frauenleben (Une vie)
- 1959: Il suffit d’aimer
- 1959: La Française et l’Amour
- 1959: Maigret et l’Affaire Saint-Fiacre
- 1959: Portrait robot
- 1962: L’inspecteur Leclerc enquête
- 1963: Le Théâtre de la jeunesse
- 1963: Tagebuch einer Kammerzofe (Le Journal d’une femme de chambre)
- 1964: Fantomas
- 1964: La Terreur et la Vertu: Danton – Robespierre
- 1964: Les Cinq Dernières Minutes
- 1965: Le Théâtre de la jeunesse
- 1965: Les Bons Vivants
- 1965: Les Jeunes Années
- 1965: Les Ruses du diable
- 1966: Le Chien fou
- 1967: En votre âme et conscience
- 1967: Hedda Gabler
- 1968: L’Homme de l’ombre
- 1968: Z
- 1970: Peau d’âne
- 1970: Trop petit mon ami
- 1971: François Gaillard ou la Vie des autres
- 1971: L’Homme au cerveau greffé
- 1971: Le Prussien
- 1971: Les Nouvelles Aventures de Vidocq
- 1972: Beau Masque
- 1972: Faustine et le Bel Été
- 1972: L’Étrangleur
- 1972: La Malle de Hambourg
- 1972: Le Sagouin
- 1973: L’Événement le plus important depuis que l’homme a marché sur la Lune
- 1973: La Porteuse de pain
- 1974: Der Uhrmacher von St. Paul (L’Horloger de Saint-Paul)
- 1974: Le Tour d’écrou
- 1974: Paul et Virginie
- 1975: Guerre et Amour
- 1975: L’important c’est d’aimer
- 1975: La Simple Histoire d’un merveilleux poste de télévision
- 1975: Les Charmes de l’été
- 1975: Que la fête commence...
- 1976: A. Constant
- 1976: Adieu, voyages lents
- 1976: Ali au pays des mirages
- 1976: Verwöhnte Kinder (Des enfants gâtés)
- 1976: La Communion solennelle
- 1976: Le Paradis des riches
- 1977: Gloria
- 1978: Messieurs les Jurés
- 1978: Émile Zola ou la Conscience humaine
- 1979: Une étrange méprise
- 1981: Et pourtant elle tourne...
- 1981: Pause café
- 1981: Seuls
- 1982: Boulevard des assassins
- 1984: Le Violoncelle
- 1984: Le Tombeau d’Almanzor
- 1985: Hühnchen in Essig (Poulet au vinaigre)
- 1985: Simone
- 1988: Les cigognes n’en font qu’à leur tête
- 1990: Bouvard et Pécuchet
- 1991: Une oreille ou deux
- 1992: Le Cœur fantôme
- 1992: Les Gens de passage
- 1992: Mensonge
- 1992: Noël en famille
- 1992: Sur la frontière
- 1992: Tout vieux déjà
- 1996: Love, etc.
- 1999: Les Aveugles
- 2000: Code: unbekannt (Code inconnu)
- 2000: Unter dem Sand (Sous le sable)
- 2003: Après vous … Bitte nach Ihnen (Après vous)
- 2003: Dans le rouge du couchant
- 2004: Das Leben ist seltsam (Rois et Reine)